# Schlacht- und Viehhof Augsburg

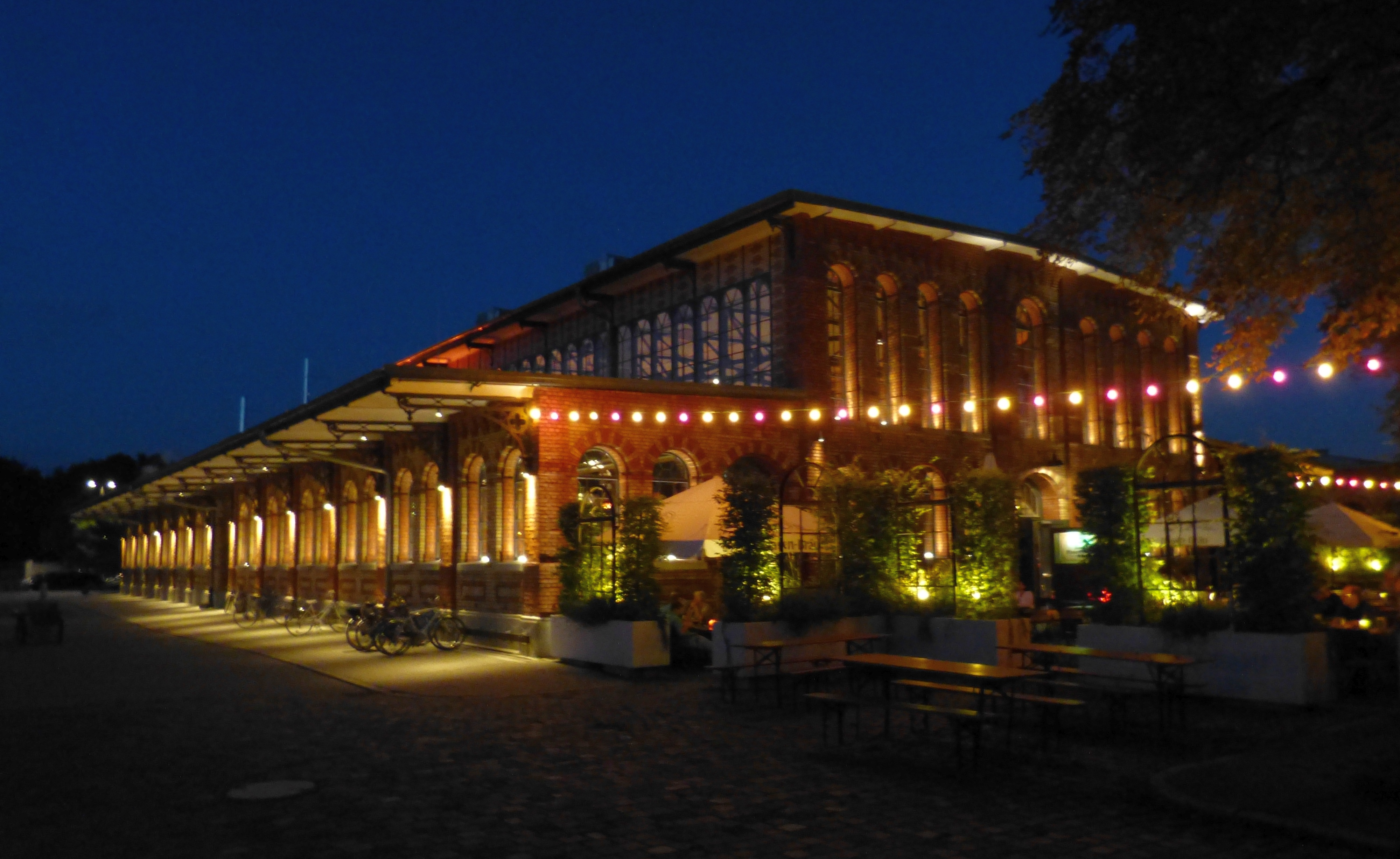
Die Kälberhalle im ehemaligen Schlacht- und Viehhof Augsburg (2014)

Der Schlacht- und Viehhof in Augsburg befand sich von seiner Eröffnung am 8. Oktober 1900 bis zur Schließung am 28. März 2004 in der Proviantbachstraße im Textilviertel und beherbergte den städtischen Schlachtbetrieb.

## Geschichte
Das Augsburger Stadtrecht von 1276 erwähnt ein Schlachthaus, in dem alles Großvieh geschlachtet werden musste. Ab 1355 ist ein Schlachthaus neben dem Kloster Maria Stern belegt. 1606/09 wurde die Stadtmetzg von Elias Holl errichtet. In unmittelbarer Nähe entstand in dieser Zeit auch ein Schlachthaus, das 1718 erweitert und 1850 unter Baurat Kollmann durch einen Neubau im Schlachthausgässchen 4 ersetzt wurde. Da in der Altstadt jedoch der verfügbare Raum für weitere Erweiterungen begrenzt war, begann man 1878 mit einer Neuplanung.
Östlich des Proviantbaches auf dem 6,05 ha großen Areal des ehemaligen städtischen Baumagazins entstand ab 1898 der neue Schlacht- und Viehhof. Die bauliche Leitung unterstand dem Stadtbaurat Fritz Steinhäußer und dem Architekten Gotthelf Stein. Für drei Millionen Mark entstand die seinerzeit wohl modernste Anlage im Deutschen Kaiserreich. Der neue Schlachthof nahm 1900 den Betrieb auf.
Zwischen 1975 und 1981 fand eine Generalsanierung der Gebäude statt. Der Schlacht- und Viehhof wurde zum zweitgrößten Schlachtzentrum Bayerns; im Jahr 1996 wurden dort 218.163 Schlachtungen durchgeführt.
Der Schlacht- und Viehhof besaß eine Anbindung an die Augsburger Localbahn. Die Gleisanlagen wurden abgebaut, nachdem der Transport von Schlachtvieh per Bahn allgemein eingestellt worden war.

## Bauwerke

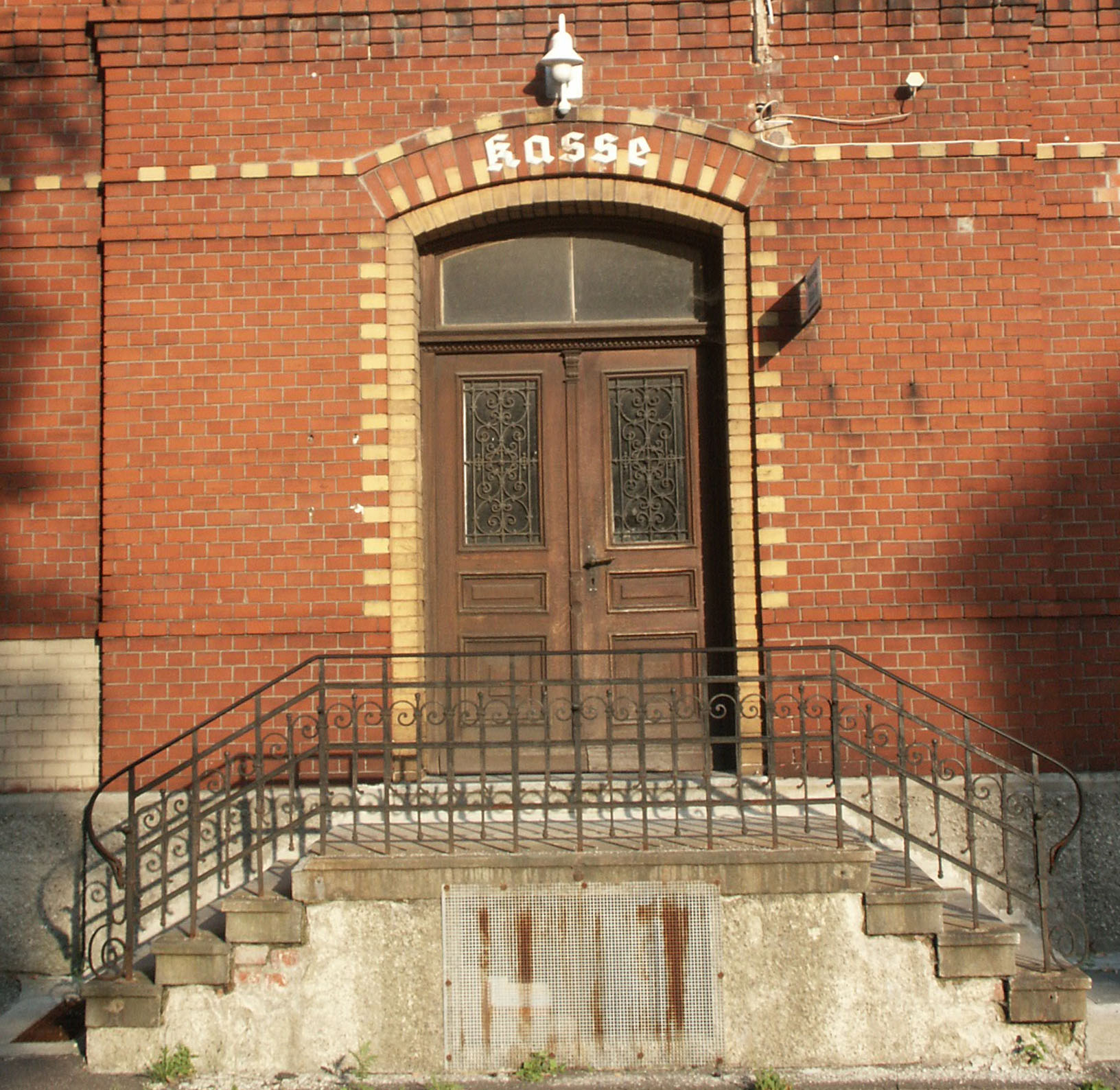
Kasse im Verwaltungsgebäude, 2003

Der Komplex aus insgesamt 22 Einzelgebäuden unterteilte sich in drei Komplexe: Allgemeine Gebäude, Viehhof und Schlachthof. Erhalten blieben Gebäude im Eingangsbereich des Schlacht- und Viehhofes und die ehemalige Großvieh- bzw. Kälbermarkthalle.

### Eingangsbereich
In dem an der Proviantbachstraße gelegenen Eingangsbereich sind drei kubische Baukörper erhalten: Das Verwaltungsgebäude, die Restauration mit erdgeschossigem Saalanbau und die Direktion mit Wohnung.

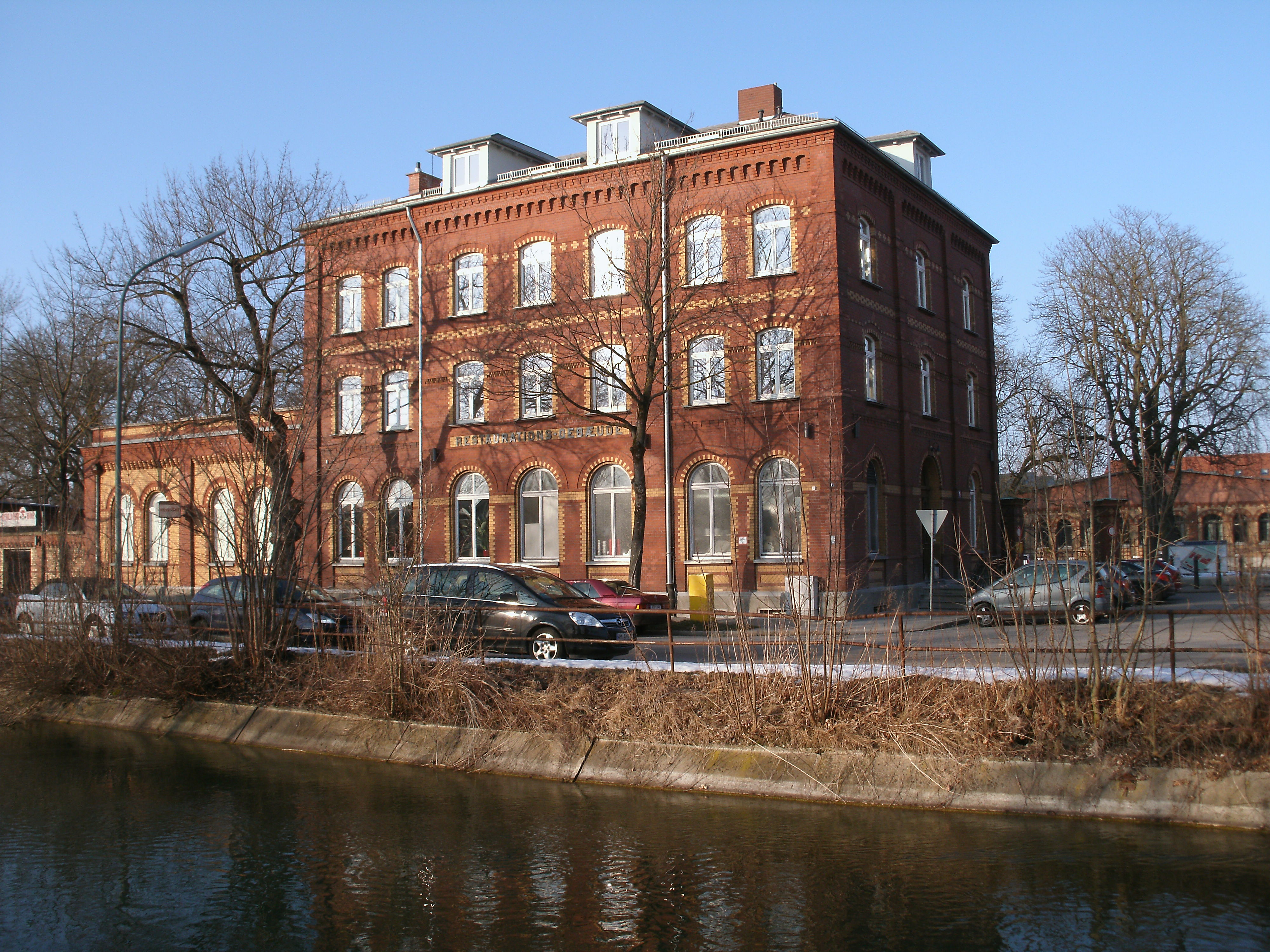
Restaurationsgebäude
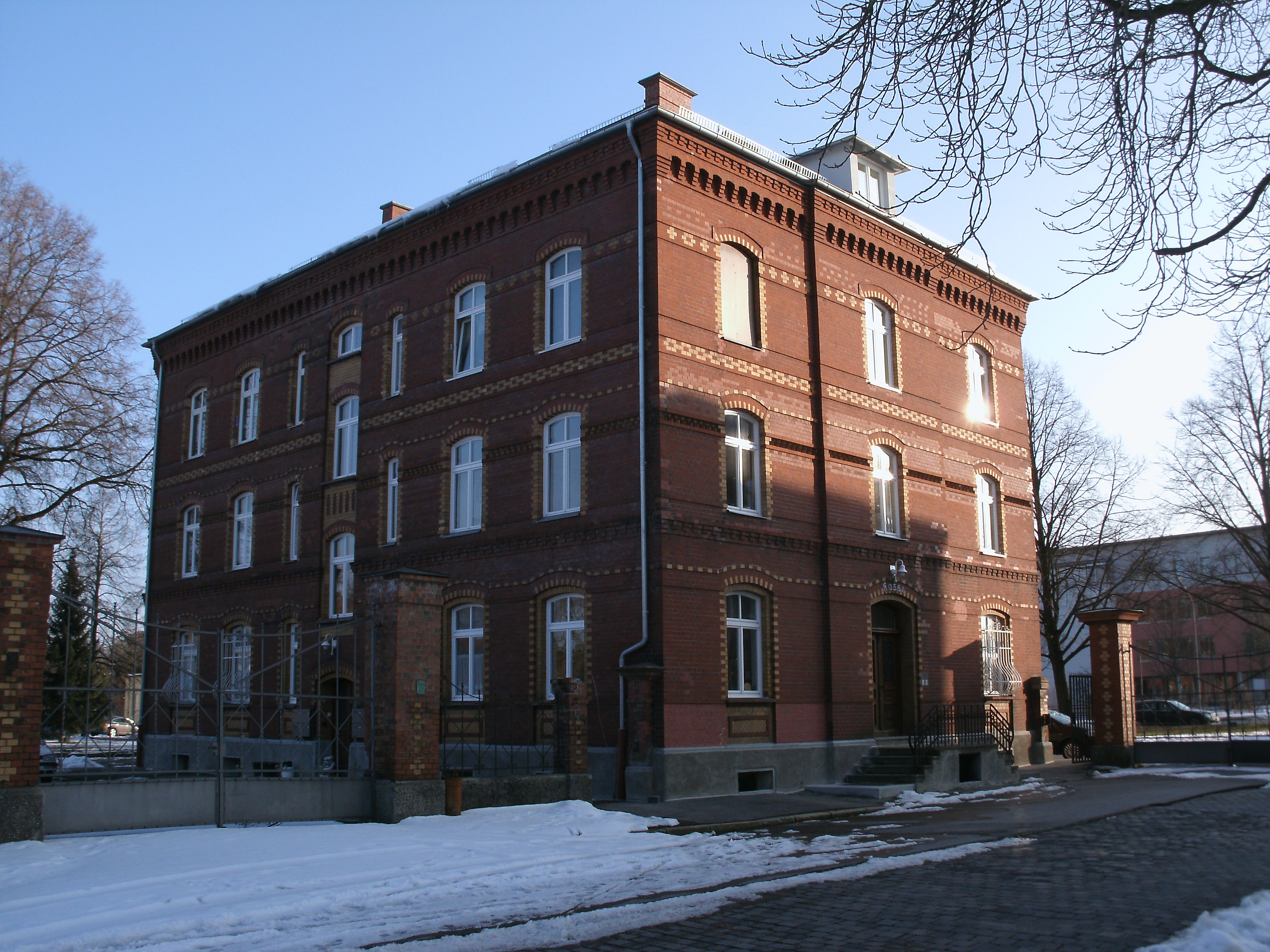
Verwaltungsgebäude
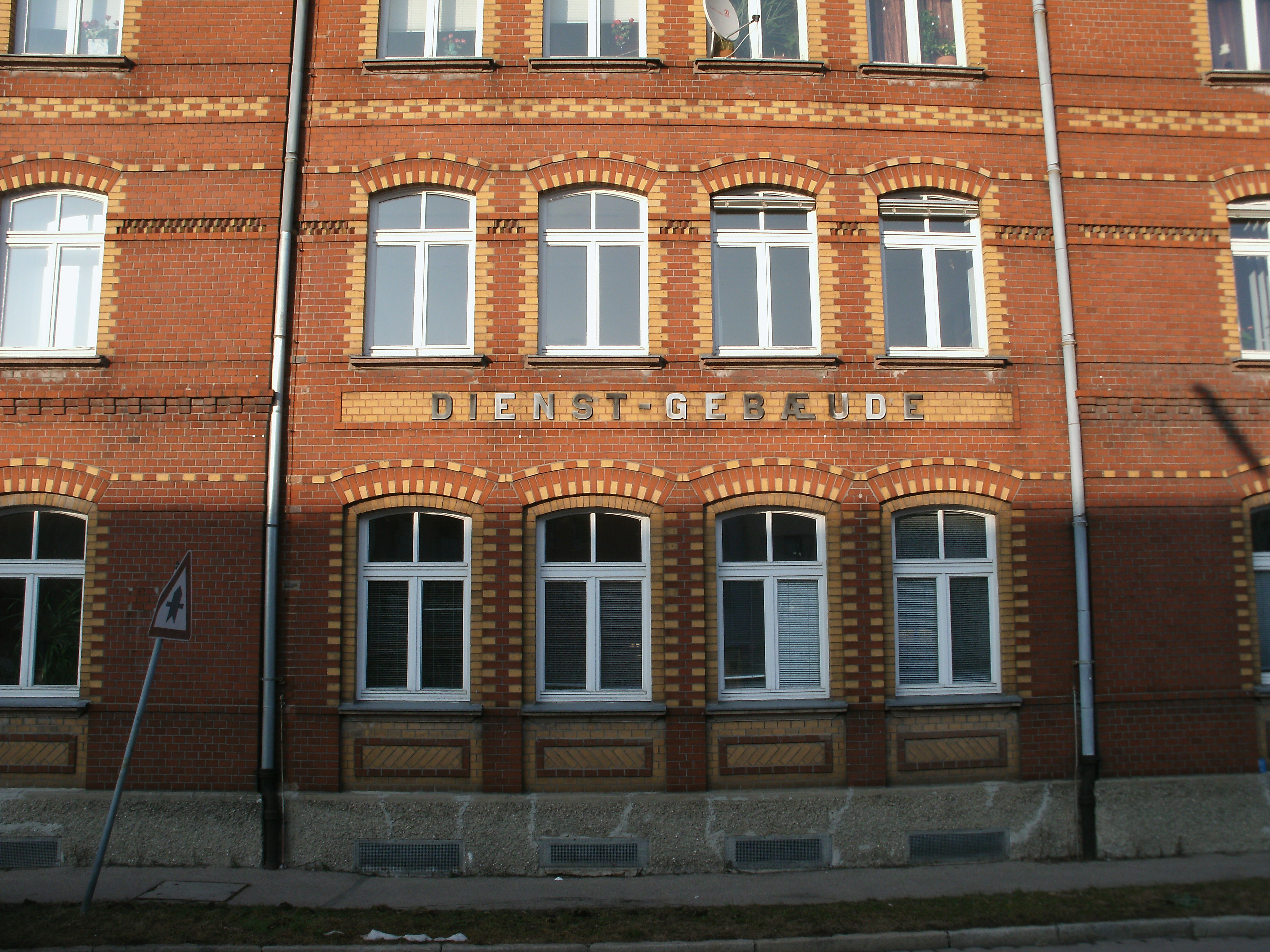
Dienstgebäude

### Kälberhalle
Das beeindruckendste Bauwerk ist die ehemalige Großviehmarkthalle, die sogenannte Kälberhalle. Das ca. 1700 m² große Gebäude hat einen dreischiffigen Grundriss im Basilika-Stil und eine korbbogenförmige Eisenkonstruktion als Dach. An den Seitenschiffen sind die ehemaligen Viehunterstände von Pultdächern überdeckt, die schmiedeeiserne Konsolen aufweisen. Die zweifarbige Blankziegelfassade ist von Rundbogenfenstern unterbrochen. Vor der Halle erstreckt sich eine große Wiese mit einem 90-jährigen  Kastanienbestand. Im Inneren der Halle sind teilweise noch original erhaltene Wartebuchten aus schmiedeeisernen Pfosten vorhanden. Der Boden der Halle besteht aus Großhesseloher Klinker.

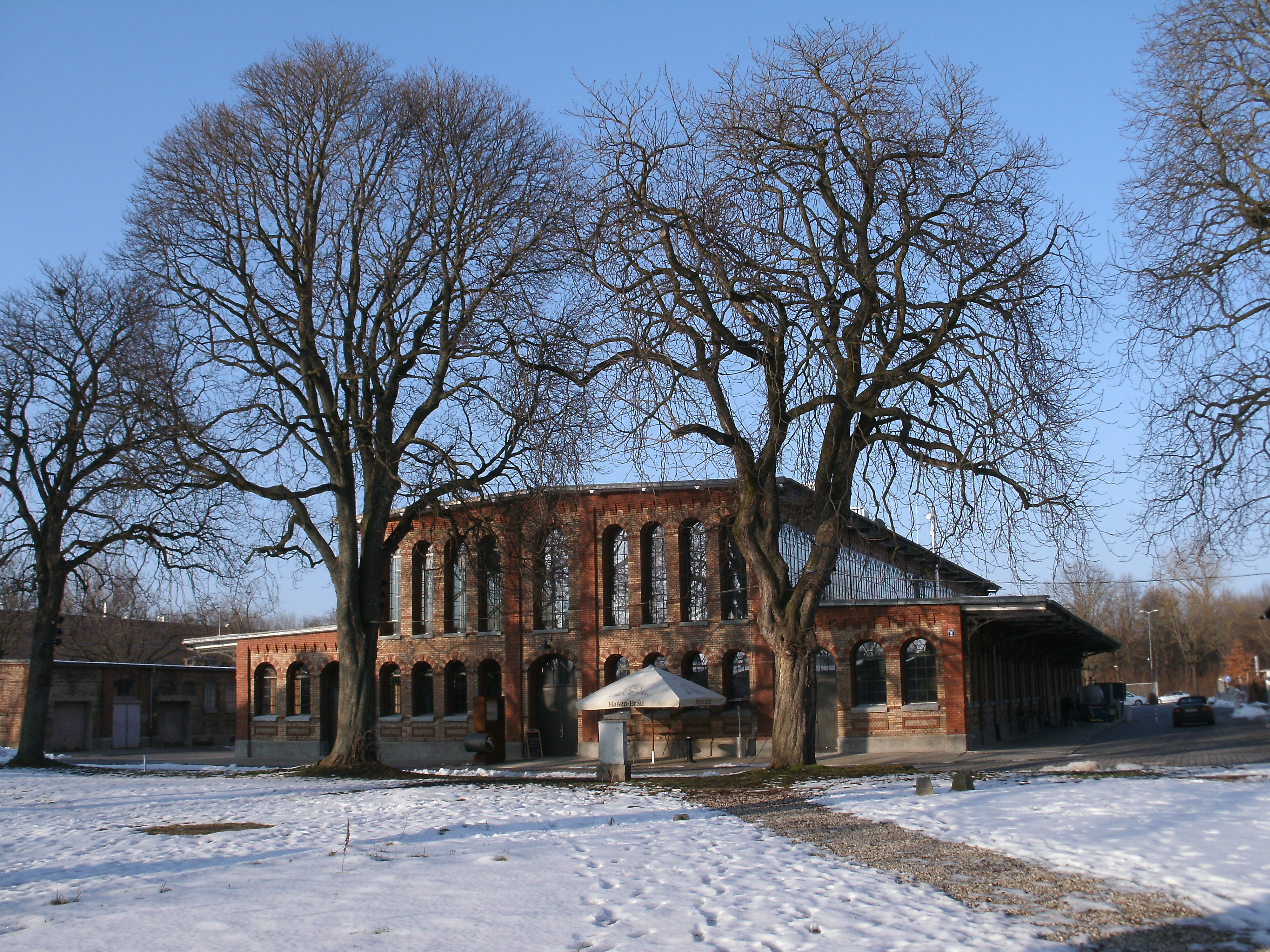
Kälberhalle, 2013
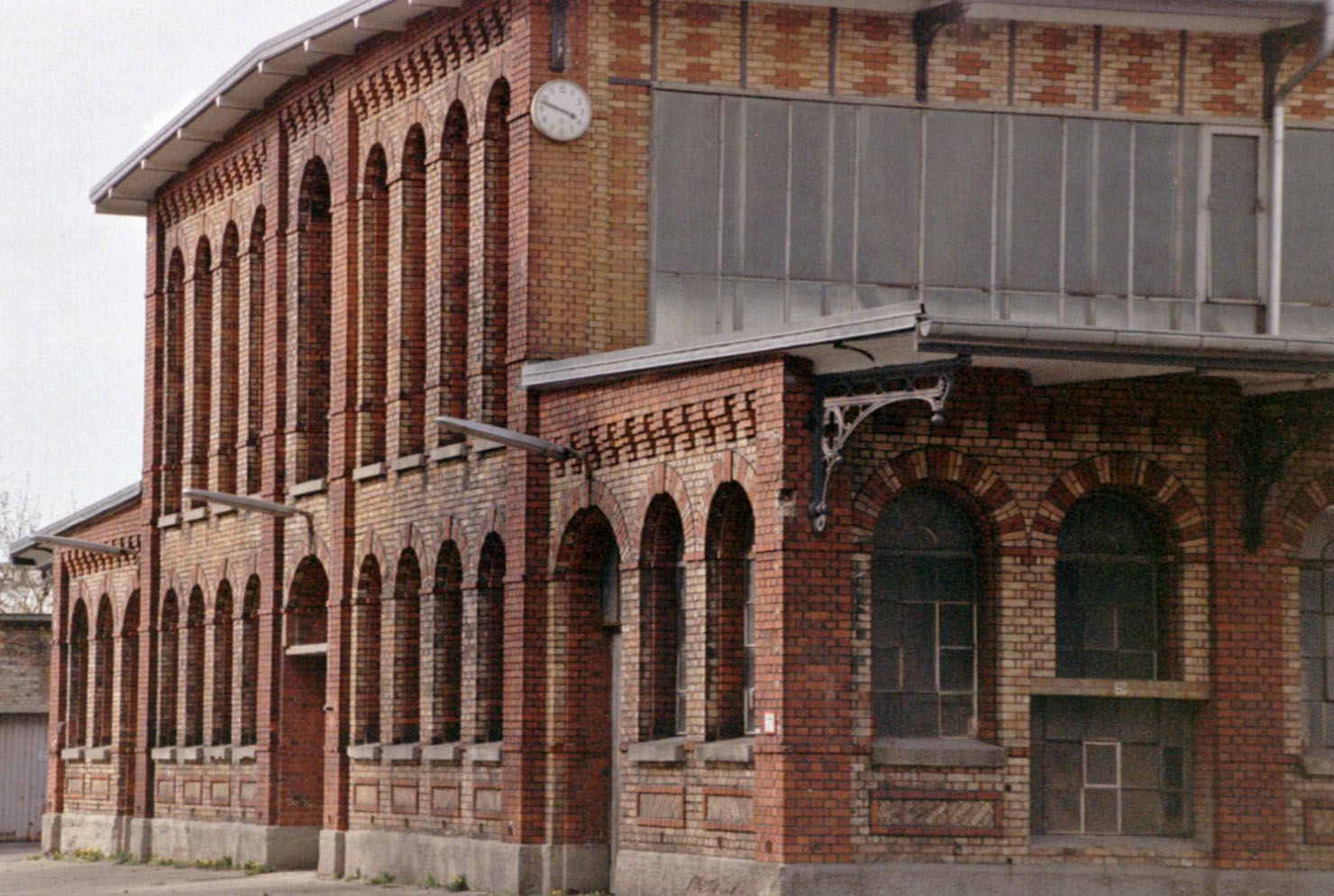
Kälberhalle, 2004
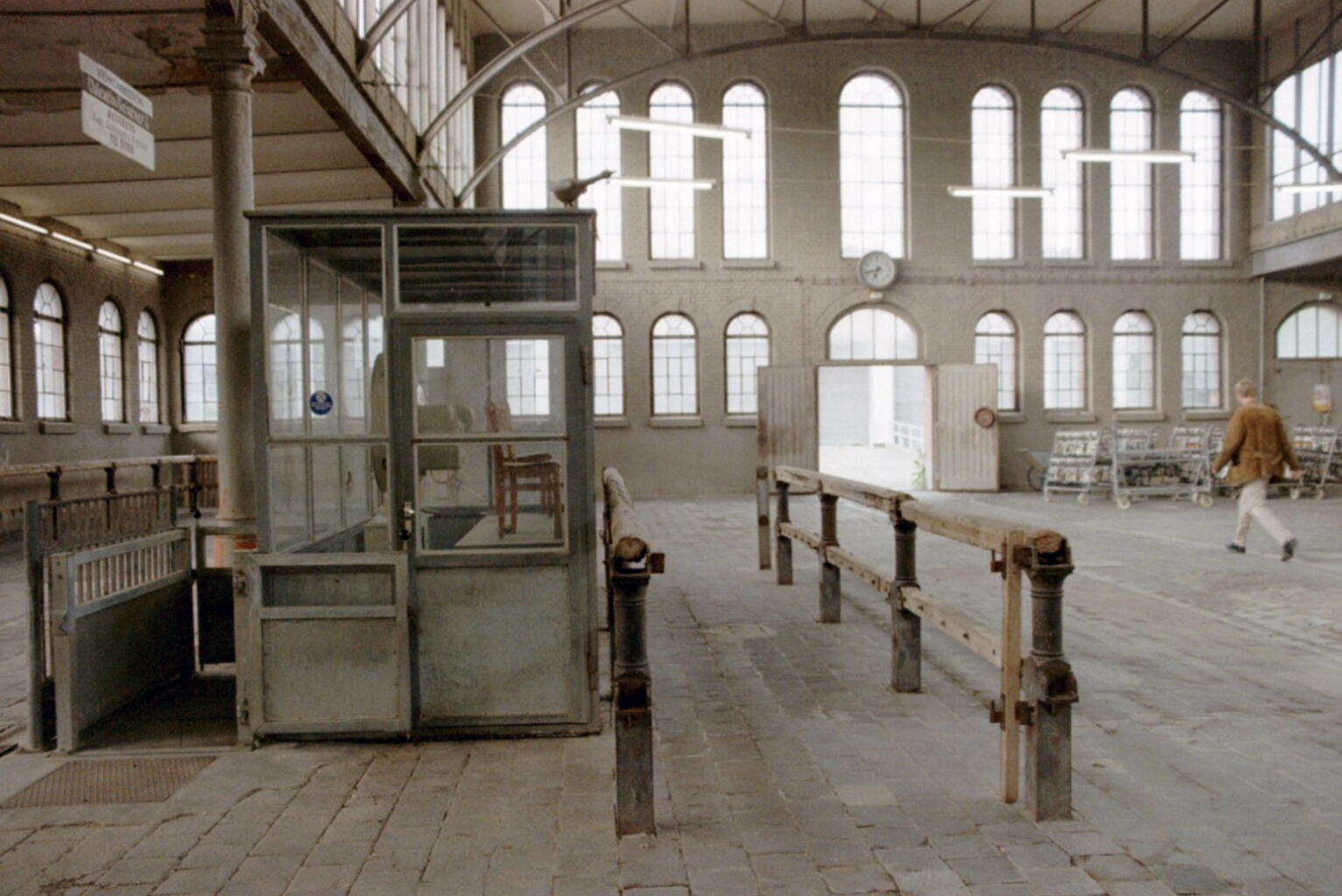
Innenansicht der Kälberhalle, 2004

## Heutige Nutzung
Auf dem südlichen Teil des Geländes wurde im April 2004 ein neuer Kompaktschlachthof der Augsburger Schlachthof GmbH in Betrieb genommen.
Die restliche Bausubstanz und 15.000 m² Gewerbefläche sind derzeit im Besitz der Dierig Textilwerke GmbH, die unter anderem eine Erlebnisgastronomie und eine Nutzung der Kälberhalle als „Kunst- und Kulturtreffpunkt im KU-Werk“ plant.